# Gotham City Impostors
Gotham City Impostors – komputerowa gra akcji wyprodukowana amerykańskie studio Monolith Productions. Gra została wydana 7 lutego 2012 roku przez Warner Bros. Interactive Entertainment na platformę PC, PlayStation 3 oraz Xbox 360.

## Rozgrywka
W bitwach z serii Psychological Warfare gracze próbują ukraść baterię, która jest im potrzebna do uruchomienia maszyny rozsyłającej propagandę. Po włączeniu urządzenia zawodnicy z przeciwnej drużyny tracą częściowo kontrolę nad postaciami.
Gracz może stworzyć swoją postać za pomocą kilku różnych opcji. Niektóre opcje wpływają na zachowanie bohatera, dzięki czemu gracz może dopasować postać do preferowanego stylu walki – stworzyć szybkiego i zwinnego lub odpornego na obrażenia zawodnika. Gracz może korzystać z broni palnych oraz bomb, pułapek, przedmiotów odnawiających punkty życia i linki z hakiem, której używał Batman.

## Wydanie
Gotham City Impostors zostało zapowiedziane 17 maja 2011 roku. 27 stycznia 2012 roku rozpoczęły się otwarte beta testy gry na platformie PlayStation 3 i Xbox 360. Gra została wydana 2 lutego przez Warner Bros. Interactive Entertainment na platformę PC, PlayStation 4 oraz Xbox One. 30 sierpnia gra została wydana na platformie Steam i przeszła na model free-to-play.